# Tunnelseende

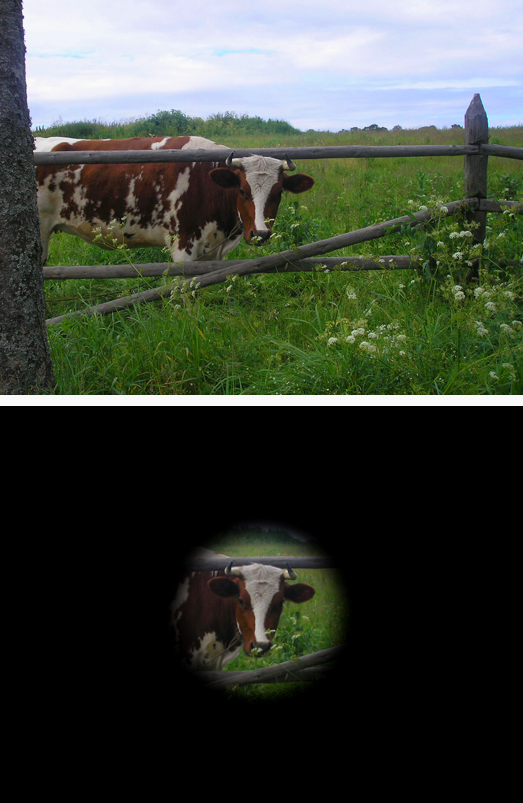
Övre bilden ett normalt synfält. Den undre bilden ett försök att imitera tunnelseende.

Tunnelseende eller kikarsynfält är i dess direkta mening ett symtom som innebär att synfältet centreras med perifert synbortfall, men kan också ha en symbolisk innebörd av att stirra sig blind på en detalj. Vid tunnelseendet försvinner det perifera synfältet medan det centrala synfältet är intakt.

## Allmänt

### Medicinsk betydelse
Tunnelseende i medicinsk bemärkelse kan uppkomma av mer eller mindre temporära förändringar i hjärnan, vid en psykisk kris och under ett psykiskt trauma, vid droganvändning, och vid minskat blodflöde i hjärnan (t.ex. vid blodtrycksfall). Det kan också uppkomma vid vissa ögonsjukdomar, t.ex. glaukom, skada, retinitis pigmentosa. Vid trauma och svår stress kan personer antingen ha tunnelseende eller förstärkta synintryck, eller både och.

### Vid bilkörning
Vid bilkörning i hög hastighet kan ett slags tunnelseende uppstå då förarens fulla uppmärksamhet upptas av det som sker i bilens färdriktning, och föraren blir oförmögen att observera det som sker i utkanten av synfältet eller vid sidan av vägen. Denna avgränsning av uppmärksamheten är närbesläktad med begreppet fartblindhet.

### Överförd betydelse
Dess överförda betydelse, att skaffa sig en psykisk fixpunkt, kan i negativ bemärkelse avse att vara så upptagen av något att allt annat glöms, rationaliseras bort eller bortses från. Tunnelseende kan exempelvis avse ett kriminalfall där poliser i så hög grad ägnar sig åt en misstänkt att de konstruerar och tillrättalägger rättsfallet i förväg och därigenom inte tar i beaktande vad som talar emot deras hypotes.